# ドラ・ムウィマ

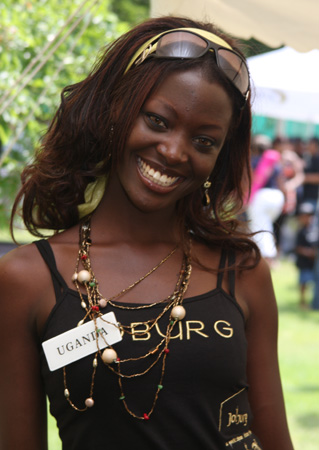
ドラ・ムウィマ (2008)

ドラ・ムウィマ（Dora Mwima、1990年 ‐ ）は、ウガンダのトロロ出身の女性モデル。

## 人物
ミスウガンダ2008に選ばれており、同年に南アフリカ共和国で開催されたミスワールドにも出場している。最終選考まで進出し、エントリーナンバーは101番。ミスワールド出場の際、彼女はインテリアとファッションデザインの勉強をしており、「フランスでファインアートの勉強を続けるつもりである」と答えている。